# Chula Vista Field Fest 2021
Das Chula Vista Field Fest 2021 war eine Leichtathletik-Veranstaltung die am 29. Mai 2021 in Chula Vista im US-Bundesstaat Kalifornien stattfand. Es war Teil der World Athletics Continental Tour zählte zu den Bronze-Meetings, der dritthöchsten Kategorie dieser Leichtathletik-Serie.

## Resultate

### Männer

#### Hochsprung
| Platz | Athletin           | Land | Höhe (m) |
| ----- | ------------------ | ---- | -------- |
| 1     | Woo Sang-heok      | KOR  | 2,26 =SB |
| 2     | Erik Kynard        | USA  | 2,20     |
| 3     | Tyler Arroyo       | USA  | 2,20     |
| 4     | Randall Cunningham | USA  | 2,10     |
| 5     | Roderick Townsend  | USA  | 2,10     |
| 6     | Stefan Duvivier    | CAN  | 2,10 =SB |
| 7     | Keenon Laine       | USA  | 2,10     |
| 8     | Sean Lee           | USA  | 2,10     |

#### Weitsprung
| Platz         | Athletin              | Land | Weite (m) |
| ------------- | --------------------- | ---- | --------- |
| 1             | Jeff Henderson        | USA  | 8,39 SB   |
| 2             | Marquis Dendy         | USA  | 8,29 SB   |
| 3             | Corey Crawford        | USA  | 8,29 PB   |
| 4             | Treyton Harris        | USA  | 8,16 w    |
| 5             | Tyrone Smith          | BER  | 8,03 SB   |
| 6             | Demarcus Simpson      | USA  | 8,01 w    |
| 7             | Ryan Brown            | JAM  | 7,84      |
| 8             | Jesse Thibodeau       | CAN  | 7,79 w    |
| 9             | Ifeanyichukwu Otuonye | TKS  | 7,77 SB   |
| 10            | Adrian King           | USA  | 7,71 w    |
| 11            | Abraham Seaneke       | GHA  | 7,61 w    |
| 12            | Zach Beltz            | USA  | 7,49 w    |
| 13            | Cameron Van           | USA  | 7,38 w    |
| 14            | Trenten Merrill       | USA  | 7,27      |
| 15            | Buzzy Brown           | USA  | 7,11      |
| 16            | Kemonie Briggs        | USA  | 6,86      |
|               | Isaac Jean Paul       | USA  | NM        |
| Tristan James | DMA                   | NM   |           |

#### Dreisprung
| Platz | Athletin              | Land | Weite (m) |
| ----- | --------------------- | ---- | --------- |
| 1     | Donald Scott          | USA  | 17,22 w   |
| 2     | Chris Carter          | USA  | 16,83     |
| 3     | Clive Pullen          | JAM  | 16,58 PB  |
| 4     | Alberto Álvarez Muñoz | MEX  | 16,01     |
| 5     | Ryan Sanders          | USA  | 15,32     |
| 6     | Klyvens Delaunay      | USA  | 15,32     |
| 7     | Daniel Lewis          | GBR  | 14,72     |
|       | Nathaniel Meade       | USA  | NM        |

#### Hammerwurf
| Platz | Athlet            | Land | Weite (m) |
| ----- | ----------------- | ---- | --------- |
| 1     | Rudy Winkler      | USA  | 78,78     |
| 2     | Alex Young        | USA  | 78,30 PB  |
| 3     | Sean Donnelly     | USA  | 76,98     |
| 4     | Conor McCullough  | USA  | 75,41 SB  |
| 5     | Michael Shanahan  | USA  | 72,34     |
| 6     | Erich Sullins     | USA  | 69,98     |
| 7     | Justin Stafford   | USA  | 67,65     |
| 8     | Tom Parker        | GBR  | 66,24     |
| 9     | Christian Johnson | USA  | 60,68     |

#### Speerwurf
| Platz | Athletin          | Land | Weite (m) |
| ----- | ----------------- | ---- | --------- |
| 1     | Michael Shuey     | USA  | 80,32     |
| 2     | Riley Dolezal     | USA  | 77,20     |
| 3     | Curtis Thompson   | USA  | 75,93     |
| 4     | Sam Hardin        | USA  | 74,03     |
| 5     | Brent Lagace      | USA  | 70,86 SB  |
| 6     | Denham Patricelli | USA  | 69,82     |
| 7     | Ethan Shalaway    | USA  | 69,72     |
| 8     | Justin Carter     | USA  | 67,92     |
| 9     | Parker Spearman   | USA  | 62,17     |
| 10    | Jacob Moran       | USA  | 62,10     |
| 11    | Daniel Hernandez  | USA  | 59,79     |
| 12    | Nicholas Howe     | USA  | 58,94     |

### Frauen

#### Hochsprung
| Platz | Athletin              | Land | Weite (m)  |
| ----- | --------------------- | ---- | ---------- |
| 1     | Vashti Cunningham     | USA  | 2,02 WL PB |
| 2     | Jelena Rowe           | USA  | 1,93       |
| 3     | Shelley Spires        | USA  | 1,85       |
| 3     | Nicole Greene         | USA  | 1,85 SB    |
| 5     | Inika McPherson       | USA  | 1,85       |
| 5     | Rachel McCoy          | USA  | 1,85       |
| 7     | Tynita Butts-Townsend | USA  | 1,85       |
| 8     | Claire Kieffer-Wright | USA  | 1,80       |
| 9     | Shahaf Bareni         | ISR  | 1,75       |

#### Weitsprung
| Platz | Athletin           | Land | Weite (m)  |
| ----- | ------------------ | ---- | ---------- |
| 1     | Ese Brume          | NGR  | 7,17 WL AR |
| 2     | Brittney Reese     | USA  | 7,10 w     |
| 3     | Chantel Malone     | IVB  | 7,07       |
| 4     | Sha'Keela Saunders | USA  | 6,90 w     |
| 5     | Malaina Payton     | USA  | 6,89 PB    |
| 6     | Akela Jones        | BAR  | 6,80 NR    |
| 7     | Jasmine Todd       | USA  | 6,66 w     |
| 8     | Quanesha Burks     | USA  | 7,59 SB    |
| 9     | Mady Richards      | USA  | 6,52       |
| 10    | Christabel Nettey  | CAN  | 6,48       |
| 11    | Jazmin Sawyers     | GBR  | 6,48       |
| 12    | Sabina Allen       | JAM  | 6,43       |
| 13    | Sydney Conley      | USA  | 6,43 w     |
| 14    | Shara Proctor      | GBR  | 6,36 w     |
| 15    | Baileh Simms       | CAN  | 6,34 w     |
| 16    | Yanis David        | FRA  | 6,24       |
| 17    | Chari Hawkins      | USA  | 6,20 w     |
| 18    | Savannah Carson    | USA  | 6,06       |
| 19    | Jessamyn Sauceda   | MEX  | 5,78 w     |
| 20    | Laura Panteau      | USA  | 5,76 w     |

#### Dreisprung
| Platz | Athletin      | Land | Weite (m) |
| ----- | ------------- | ---- | --------- |
| 1     | Sabina Allen  | JAM  | 14,20     |
| 2     | Imani Oliver  | USA  | 13,81 SB  |
| 3     | Tori Franklin | USA  | 13,79     |
| 4     | Lynnika Pitts | USA  | 13,49     |
| 5     | Tanasia Lea   | PUR  | 13,36 SB  |
| 6     | Yanis David   | FRA  | 13,18 SB  |
| 7     | Sammy Evans   | USA  | 12,96 SB  |
| 8     | Kiana Davis   | USA  | 12,68 SB  |

#### Diskuswurf
| Platz | Athlet               | Land | Weite (m) |
| ----- | -------------------- | ---- | --------- |
| 1     | Chioma Onyekwere     | NGR  | 61,75     |
| 2     | Micaela Hazlewood    | USA  | 60,52 PB  |
| 3     | Rachel Dincoff       | USA  | 59,06     |
| 4     | Alex Collatz-Sellens | USA  | 58,14     |
| 5     | Kelsey Card          | USA  | 56,59     |
|       | Jere Summers-Hall    | USA  | NM        |

#### Speerwurf
| Platz | Athlet            | Land | Weite (m) |
| ----- | ----------------- | ---- | --------- |
| 1     | Maggie Malone     | USA  | 66,82 NR  |
| 2     | Elizabeth Gleadle | CAN  | 63,33 SB  |
| 3     | Ariana Ince       | USA  | 60,26     |
| 4     | Avione Allgood    | USA  | 58,74 SB  |
| 5     | Katie Reichert    | USA  | 49,45     |